# ميلدريد قسطنطين
ميلدريد قسطنطين (بالإنجليزية: Mildred Constantine)‏ هي أمينة متحف أمريكية، ولدت في 1913، وتوفيت في 10 ديسمبر 2008.